# 金夏中
金 夏中（キム・ハジュン、朝鮮語: 김하중、1947年1月9日 - ）は、大韓民国の公務員、外交官。第34代統一部長官。本貫は光山金氏。
江原道原州郡出身。ソウル大学校文理科大学中語中文学科を経て、ソウル大学校行政大学院卒。
第7回外務考試（外交官試験）合格。金大中政権、盧武鉉政権下で駐中国大使を務める。2008年3月11日から2009年2月11日まで第34代統一部長官を務めた。